# Rhein in Flammen

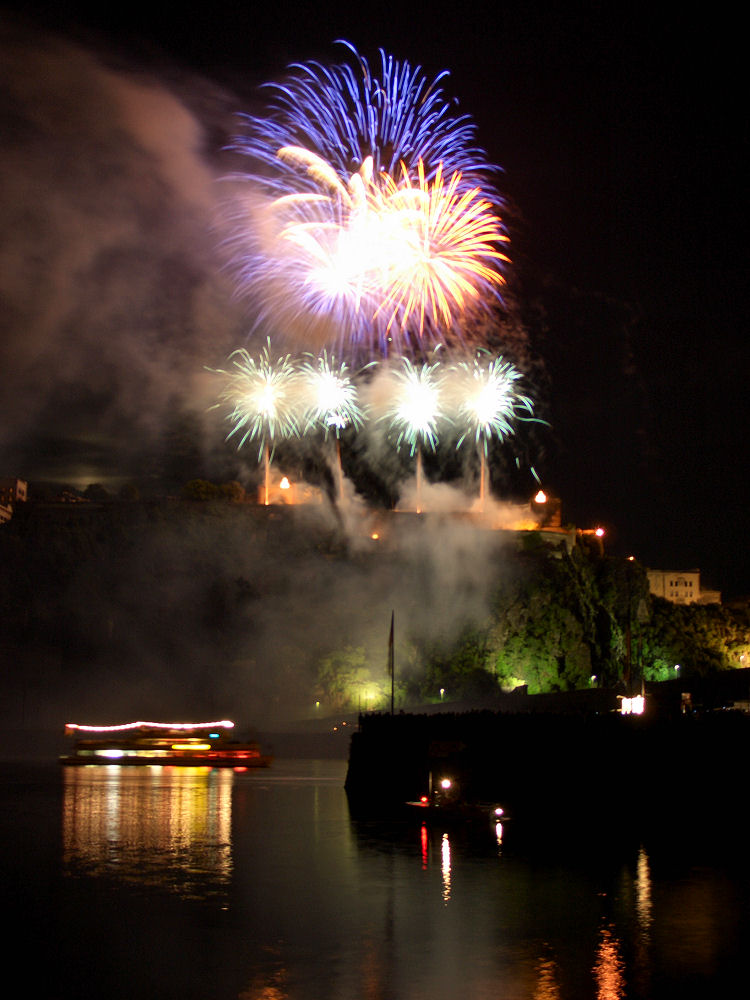
Rhein in Flammen à Coblence

« Rhein in Flammen » (le Rhin en flammes) désigne plusieurs séries de grands feux d’artifice sur des sections de la vallée du Rhin moyen en Allemagne. Il s’agit de cinq grands évènements ayant lieu chaque année à des dates différentes durant la période estivale. Le principe est basé sur le déplacement en convoi de bateaux illuminés le long du fleuve, alors que divers feux d’artifice sont tirés sur les rives et sur les collines de cette vallée romantique. Encadré par un éclairage Bengale sécurisé par des pompiers, et une ambiance musicale, l’événement peut aussi bien être suivi à partir de la rive (ou sont alors organisés diverses festivités) que sur un des nombreux bateaux.

## Sections et parcours
Voici les dates et lieux des différents événements:
1. Parcours fluvial de Bad Hönningen/Bad Breisig vers Bonn : premier samedi du mois de mai
2. Parcours fluvial de Niederheimbach vers Bingen/Rüdesheim : premier samedi du mois de juillet
3. Parcours fluvial de Spay vers Coblence : premier samedi du mois d’août
4. Lorelei - Oberwesel : second samedi du mois de septembre
5. Sankt Goar et Saint-Goarshausen: troisième samedi du mois de septembre

Dans le dernier cas (Sankt Goar et Saint-Goarshausen), les bateaux ne se déplacent pas et restent pratiquement sur place.

### Parcours fluvial de Bad Hönningen/Bad Breisig vers Bonn: Premier samedi du mois de mai
C’est le premier « Rhin en flammes » de l’année, organisé le premier samedi du mois de mai. Le convoi des bateaux débute dans la soirée à Bad Hönningen avec son château d’Arenfels, pour atteindre Bonn après environ 33 km dans une ambiance féerique d'illuminations Bengales et de divers feux d'artifice, passant principalement par les localités de Linz, Erpel, Remagen et les ruines de son pont, l’ile de Grafenwerth à Bad Honnef, puis Königswinter avec le fameux rocher du Drachenfels (roche du dragon) et la colline du Petersberg. L’accueil à Bonn se fait généralement par un spectacle de lumières et une grande fête populaire dans le parc de la Rheinaue au bord du fleuve, rassemblent environ 300 000 personnes chaque année. A cet endroit également est tiré un grand feu d’artifice pour le final. Le nombre de bateaux touristiques en convoi était de 52 en 2006.
L’événement fut annulé en 2020 et en 2021 à cause de la pandémie.

### Parcours fluvial de Niederheimbach vers Bingen/Rüdesheim: premier samedi du mois de juillet
Le convoi d’environ 50 bateaux se forme chaque année, le premier samedi du mois de juillet, entre les localités de Niederheimbach et Trechtingshausen pour ensuite se diriger vers Bingen et Rüdesheim en amont. En 2006, le premier des feux d’artifice fut tiré vers 22 h 20 depuis le terrain de camping à Trechtingshausen alors que le château de Reichenstein et la chapelle de St. Clement furent illuminés par des feux de Bengale, de même que le château fort de Rheinstein. Un autre feu d’artifice avait lieu dans les vignes d'Assmannshausen, puis un autre de l’autre côté du fleuve à cet endroit. Puis encore un autre dans le méandre du Rhin près de Bingen en face des ruines du château d'Ehrenfels et de la vieille tour du « Mäuseturm » sur une ile du Rhin. Le château fort de Klopp, sur une colline de la ville de Bingen, entre le Rhin et son affluent Nahe, fut l’endroit du 5e feu d’artifice. Puis un sixième depuis le sentier panoramique dans les vignes de Rüdesheim. Enfin la finale fut tirée vers minuit, depuis un bac sur le Rhin.

### Parcours fluvial de Spay vers Coblence: premier samedi du mois d’août
Le second samedi du mois d’août est une date importante dans la vallée du Rhin romantique. Il s’y forme alors le plus grand convoi de bateaux fluviaux d’Europe près du « Bopparder Hamm », entre la ville de Boppard et la localité de Spay. A la tombée de la nuit, environ 80 bateaux vont se diriger en deux rangées côte à côte vers Coblence en passant par 17 kilomètres de châteaux et de citadelles illuminés, avec les rives du fleuve embrasées féeriquement en rouge par les feux de Bengale, puis bien sur, différents feu d'artifice à divers endroits. Pour ne mentionner que quelques-uns des points fort du parcours, citons le château médiéval de Marksburg sur son rocher, les localités de Brey et de Rhens, le château de Stolzenfels, et la ville de Lahneck à l’embouchure de la Lahn, dominée par le château fort de Lahneck. A la fin du parcours, à Coblence, les bateaux se mettent en place autour de l’embouchure de la Moselle au Rhin, pour le feux d’artifice final, tiré depuis l’imposante forteresse de Ehrenbreitstein, suivie par le concert des cornes de bateaux.  En 2005, ce spectacle a été vu par environ 500 000 personnes. Depuis 2012, l’événement du « Rhin en flammes » est encadré à Coblence par des festivités de trois jours sur les rives du Rhin et de la Moselle.

### Lorelei - Oberwesel: second samedi du mois de septembre
Chaque deuxième samedi du mois de septembre, environ 50 bateaux touristiques s’assemblent entre les villes de Sankt Goar (avec son château de Rheinfels) et de Saint-Goarshausen (avec son château de Maus). Dès la tombée de la nuit, le convoi se dirige le long des méandres du Rhin en passant par la fameuse Lorelei qui est illuminée par des feux de Bengale. A l’arrivée dans la localité d’Oberwesel, un feu d’artifice musical est tiré.

### Sankt Goar et Saint-Goarshausen (Loreley): troisième samedi du mois de septembre
Les 55 bateaux environ qui participent à l’événement, ne se déplacent pas en convoi, mais restent pratiquement à des endroits fixes entre les localités de Sankt Goar (avec son château de Rheinfels) et en face du fleuve, la localité de Saint-Goarshausen (avec son château de Katz). Dès la tombée de la nuit sont alors tirés cinq feux d’artifice depuis différents endroits de part et d’autre du Rhin, y compris depuis les châteaux en hauteurs et depuis un ponton au milieu du fleuve. Durant le weekend avant et pendant celui de l’événement « Rhin en flammes » est organisé à St. Goarshausen la semaine du vin.